# جیمز بردبری
جیمزن بردبری (به انگلیسی: James W. Bradbury) سناتور سابق عضو حزب دموکرات ایالات متحده آمریکا بود. وی در سال ۱۸۴۷ تا ۱۸۵۳ میلادی سناتور ایالت مین در سنای ایالات متحده آمریکا بود.